# Шишига (пруд)
Шишига — пруд в Кировском районе Самары, созданный в 1949 году в бывшем посёлке Яблонька. Площадь водоёма — 6700 м². Длина — 100 м, ширина — 67 м. Средняя глубина около 1 м. Подвержен сильной антропогенной нагрузке. Активно используется в рекреационных целях.

## Этимология
Шишига получила своё название из славянской мифологии, то есть нечисть или кикимора. Представляли, что это существо со взъерошенными волосами или «шишом».

## История
В Яблоньке всегда не хватало воды, так как посёлок находился слишком высоко над Волгой. Поэтому было принято решение о постройке плотины. В 1949 году были начаты и закончены работы по её постройке. Жители посёлка запустили туда мальков, что давало им перспективы дальнейшего рыболовства, а также защищало от пожаров. Раньше водоём использовали для купания и отдыха, но сейчас он находится в плохом состоянии. Пруд очень загрязнён и нуждается в уходе и очищении. Хотя это не мешает местным рыбакам ловить там рыбу.
Время от времени правительство города выделяет деньги на очистку пруда, а иногда сами жители проводят акции по уборке водоёма.

## География

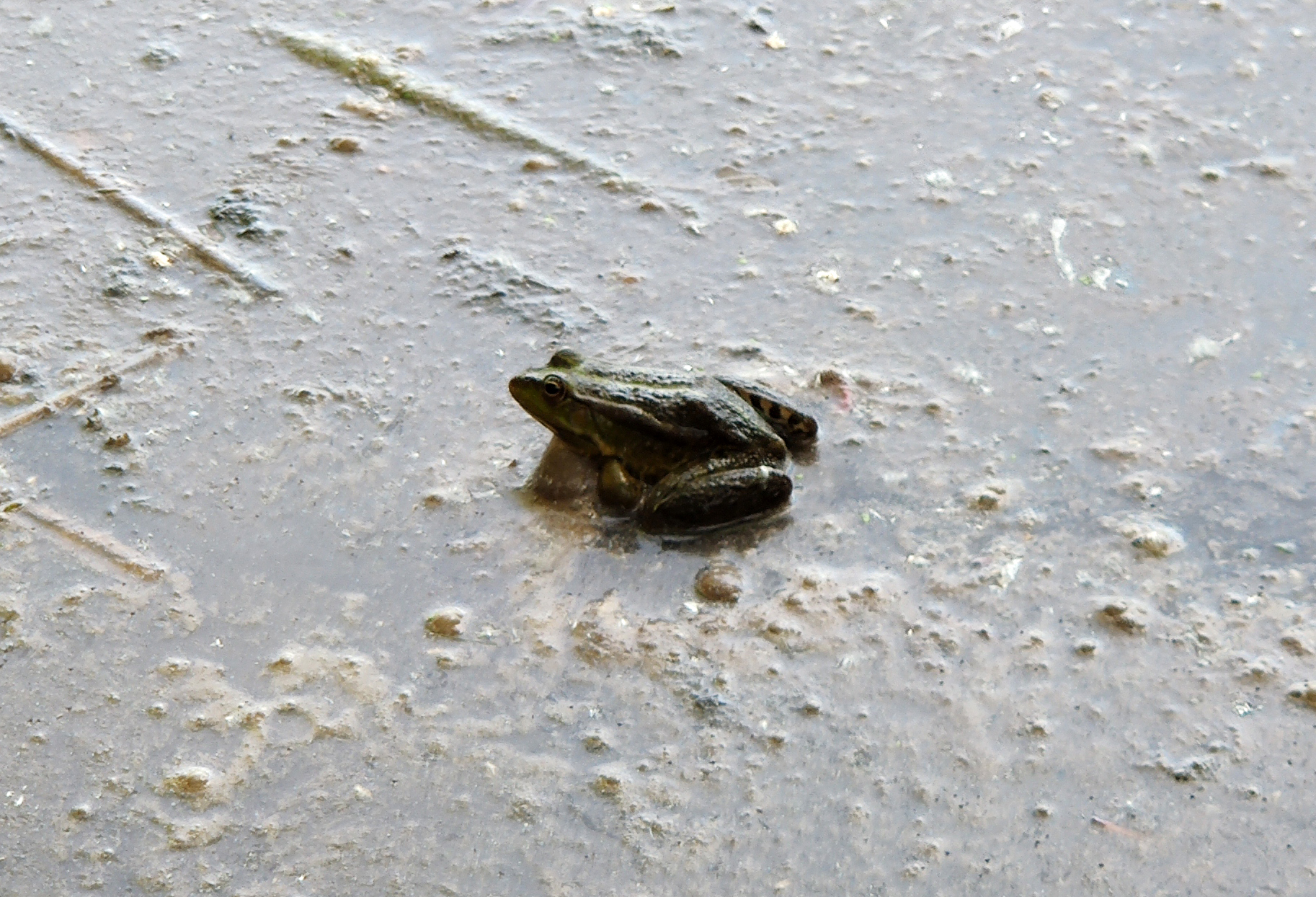
Озёрная лягушка на поверхности Шишиги

Водоём располагается в Кировском районе на высоте 146 м над уровнем моря между улицами Ташкентская и Долинная на Гранитном переулке. Вытекающий ручей впадает в Волгу.
Питается атмосферными осадками и подземными водами.

### Флора и фауна
Из рыб можно встретить головешек и карасей. Из пресмыкающихся — ящерицы, ужи. Земноводные представлены озёрной лягушкой. Плавают утки-кряквы, а так же карпы кои.
Во флоре пруда отмечены рдест плавающий, рдест узловатый (Potamogeton nodosus), многокоренник обыкновенный, роголистник погружённый и реликтовый рогульник плавающий — уникальный вид для водной флоры прудов Среднего Поволжья.